# Eriovixia turbinata
Eriovixia turbinata là một loài nhện trong họ Araneidae.
Loài này thuộc chi Eriovixia. Eriovixia turbinata được Tord Tamerlan Teodor Thorell miêu tả năm 1899.